# Aleksandr Voyéikov
Aleksandr Ivánovich Voyéikov (en ruso: Александр Иванович Воейков, Moscú, 20 de mayo de 1842-Petrogrado, 9 de febrero de 1916) fue un meteorólogo, climatólogo, geógrafo y activo promotor del vegetarianismo ruso. Era sobrino de Aleksandr Fiódorovich Voyéikov, el poeta y periodista.

## Biografía
Nació en Moscú el 20 de mayo de 1842. En sus años jóvenes, entre 1856 y 1858, viajó por Europa Occidental y por Siria y Palestina otomanas. En 1860 ingresó en la facultad de Física y Matemática de la Universidad de San Petersburgo, aunque al año siguiente se fue a las universidades de Berlín, Heidelberg y Göttingen, en la que graduó como doctor en filosofía en 1865. 
Desde el 19 de febrero de 1866 fue miembro de la Sociedad Geográfica Imperial Rusa, por encargo de la que fue enviado entre 1869 y 1870 a Viena, París, Bruselas y Londres para ampliar sus conocimientos al respecto de las estaciones meteorológicas. En 1870 fue enviado a realizar investigaciones climatológicas al Cáucaso oriental (Daguestán, Bakú y Lenkoran). Participaba en calidad de Secretario de la Comisión Meteorológica de la Sociedad Geográfica Imperial Rusa, organizando la observación de los datos pluviométricos y las tormentas eléctricas en 1871.
En 1872 viajó a Galitzia, Bucovina, Rumanía, Hungría y Transilvania, donde investigó el tipo de tierra chernozem. 

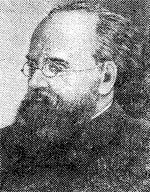
Otra imagen de Voyéikov.

En febrero de 1873 Voyéikov estaba en Nueva York y durante ese año hasta octubre viajó a través de Estados Unidos y Canadá (Saint Louis, Nueva Orleans, Tejas, Colorado, Minnesota, la zona de los Grandes Lagos y Quebec). A su regreso, permaneció en Washington hasta la primavera del año siguiente a petición del Secretario del Instituto Smithsonian escribiendo un extenso artículo en el libro Winds of the Globe. En 1874 emprendió un viaje al Yucatán, en México, y a varias regiones de América del Sur (Lima, Lago Titicaca, Chile y Río de Janeiro). Tras volver a Nueva York, terminó su trabajo en el libro Winds of the Globe (1875) y regreso a Rusia, aunque por poco tiempo, ya que emprendió una gira por el subcontinente indio, Java y Japón. 
Los siguientes años los pasaría escribiendo materiales sobre sus viajes y sus trabajos meteorológicos. En 1882 entró como asistente de profesor en la cátedra de Geografía Física de la Universidad de San Petersburgo, en 1885 es nombrado profesor extraordinario y en 1887 como profesor ordinario en esa misma cátedra. Desde 1883 era Presidente de la Comisión Meteorológica de la Sociedad Geográfica Imperial y fue miembro honorario de muchas instituciones científicas rusas y extranjeras.
En la década de 1910 vivía en la calle Zverínskaya de San Petersburgo. Durante muchos años encabezó el movimiento vegetariano ruso, representando al Imperio ruso en las convenciones internacionales. Murió el 9 de febrero de 1916 en Petrogrado.
En el posiólok Voyéikovo del óblast de Leningrado, hay un busto esculpido por Mijaíl Anikushin, en la plaza central del pueblo. El Observatorio Geofísico Principal A. I. Voyéikov de San Petersburgo fue nombrado en su honor en 1949 en la conmemoración de su centésimo aniversario.